# Fulbaria Upazila
Fulbaria Upazila är ett underdistrikt i Bangladesh.   Det ligger i provinsen Dhaka, i den centrala delen av landet, 100 km norr om huvudstaden Dhaka.
Trakten runt Fulbaria Upazila består till största delen av jordbruksmark. Runt Fulbaria Upazila är det tätbefolkat, med 982 invånare per kvadratkilometer.